# Castello di Montalbo
Das Castello di Montalbo ist eine mittelalterliche Burg in Montalbo, einem Ortsteil der Gemeinde Ziano Piacentino in der italienischen Emilia-Romagna. Das Gebäude steht in beherrschender Lage über dem Tal des Lora-Baches.

## Geschichte
1138 wurden die Burg und das Territorium von Montalbo in zwei Lehen aufgeteilt: In einen Teil wurde Marco da Pecorara von den Konsuln der Stadt Piacenza investiert, während der verbleibende Teil Grintorto gehörte. In der zweiten Hälfte des 12. Jahrhunderts ging die Burg durch die Hände mehrerer Familien: Die der Petraduerias, die der Da Pecoraras und die der Seccamelicas. Am 29. Juli 1215 widerstand das Gebäude dem Angriff der Truppen von Pavia; 25 feindliche Soldaten wurden gefangen genommen und sogar drei Banner erobert.

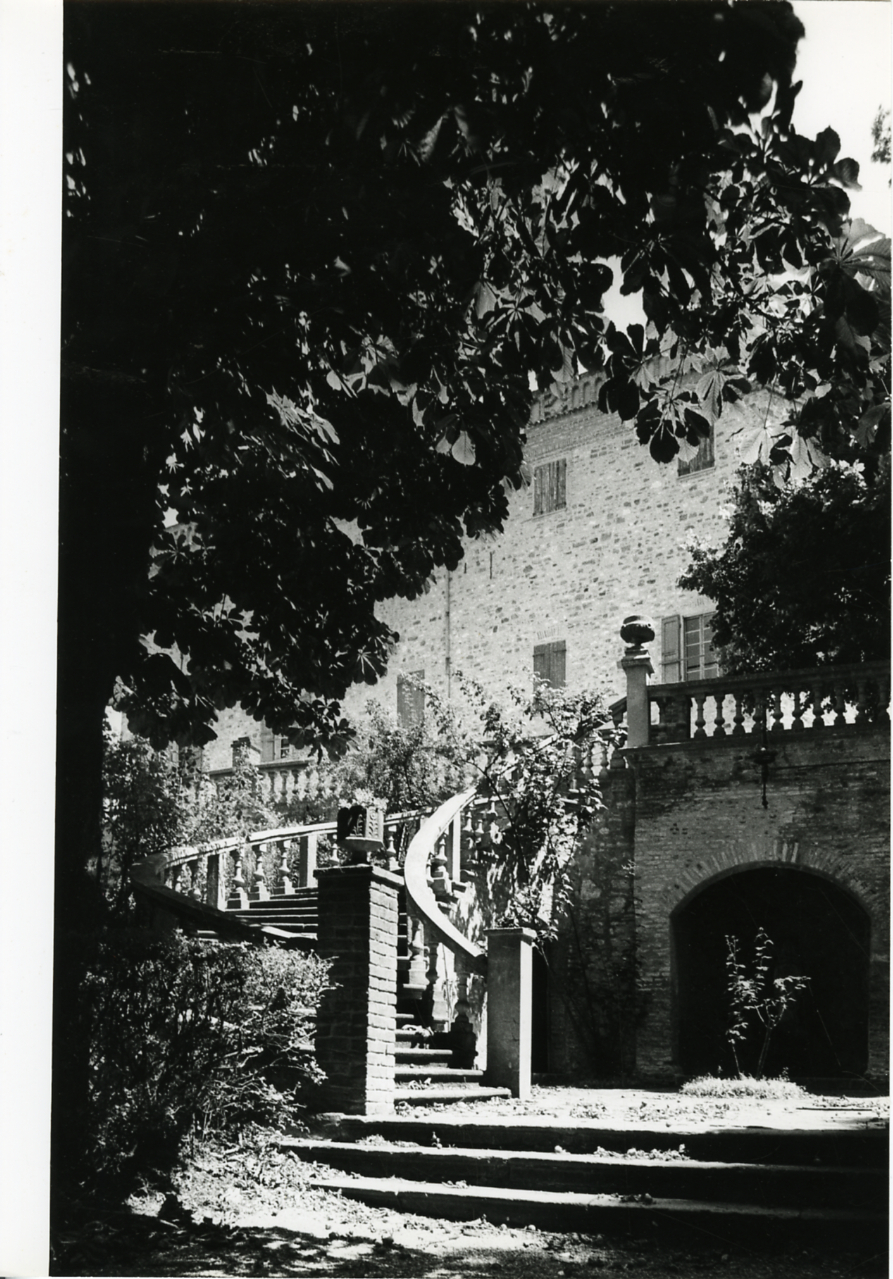
Blick auf die Burg

1239 fiel die Burg an die Da Pecoraras, danach an den Heiligen Stuhl und an die Stadt Piacenza, die sie 1377 laut einigen Dokumenten im Registrum Magnum an die Söhne von Antonio Landi verlehnte. In der Zeit der Herrschaft der Viscontis wurde sie Filippo Confalonieri zu Lehen gegeben. Die Burg wurde 1516 von den Dal Vermes zerstört.
In den letzten Jahren des 16. Jahrhunderts erhielt der Graf Orazio Scotti die Investitur in die Burg und in die Besitzungen der Gegend durch Herzog Ranuccio I. Farnese. 1674 wurde auf Initiative des Markgrafen Giovanni Scotti neben der Burg die Christopherus-Kirche erbaut, für dessen Bau Materialien aus dem nahegelegenen Castello di Seminò verwendet wurden.
Im 19. Jahrhundert gehörte die Burg zu den Gütern der Familie Guastoni, um gleich darauf an die Mascarettis und dann an die Scottis weitergereicht zu werden. In diesen Jahren wurde die Burg auch in eine Sommerresidenz des Seminars von Piacenza umgebaut.

## Beschreibung
Die Burg ist vollständig aus Bruchstein errichtet und hat einen unüblichen, sechseckigen Grundriss. Auch der Eingang unten am Turm ist ungewöhnlich. Die Erneuerung der Fassaden im 16. Jahrhundert wird der Sage nach Vignola zugeschrieben. Dank der Umsicht der Eigentümer befindet sich die Burg in einem sehr guten Erhaltungszustand.